# Άndrοs: Kentriko kai notiο tmima, guro nisides kai Paraktia Thalassia Zoni
Άndrοs: Kentriko kai notiο tmima, guro nisides kai Paraktia Thalassia Zoni este o arie protejată (arie de protecție specială avifaunistică — SPA) din Grecia întinsă pe o suprafață de 21.924,27 ha, integral pe uscat.

## Localizare
Centrul sitului Άndrοs: Kentriko kai notiο tmima, guro nisides kai Paraktia Thalassia Zoni este situat la coordonatele 37°53′22″N 24°52′11″E / 37.889496°N 24.869687°E.

## Înființare
Situl Άndrοs: Kentriko kai notiο tmima, guro nisides kai Paraktia Thalassia Zoni a fost declarat arie de protecție specială avifaunistică în martie 2010 pentru a proteja 25 de specii de animale.

## Biodiversitate
Situată în ecoregiunile marină mediteraneană și mediteraneană, aria protejată nu include niciun habitat protejat.
La baza desemnării sitului se află mai multe specii protejate de  păsări (25): fluierar de munte (Actitis hypoleucos), fâsă-de-câmp (Anthus campestris), lăstunul mare (Apus apus), stârc cenușiu (Ardea cinerea), șorecarul comun (Buteo buteo), caprimulg (Caprimulgus europaeus), șerpar (Circaetus gallicus), lăstun de casă (Delichon urbicum), egretă mică (Egretta garzetta), Emberiza caesia, Falco eleonorae, șoim călător (Falco peregrinus), vânturel de seară (Falco vespertinus), piciorong (Himantopus himantopus), rândunică (Hirundo rustica), sfrâncioc roșiatic (Lanius collurio), prigoare (Merops apiaster), stârc de noapte (Nycticorax nycticorax), grangur (Oriolus oriolus), Phalacrocorax aristotelis desmarestii, Phalacrocorax carbo sinensis, Sylvia ruppeli, Tachymarptis melba, fluierar de mlaștină (Tringa glareola), fluierar de lac (Tringa stagnatilis).
Pe lângă speciile protejate, pe teritoriul sitului au mai fost identificate 1 specie de păsări.